# Svenska mästerskapet i handboll för herrar 1945/1946
Svenska mästerskapet i handboll 1945/1946 vanns av Majornas IK. Deltagande lag var DM-vinnarna från respektive distrikt.

## Omgång 1
- Sollefteå GIF–IFK Östersund 22–13
- Upsala IF–KA 3 Fårösund 17–3
- Sandvikens IF–Västerås HF 9–14
- Skövde AIK–GF Kroppskultur resultat saknas
- Ludvika FfI–Rynninge IK 12–16
- Motala AIF–IFK Eksjö 15–8

## Omgång 2
- Umeå IK–Bodens BK 12–11
- Sollefteå GIF–GIF Sundsvall 10–12
- GUIF–Upsala IF 9–10 (förl.)
- IFK Lidingö–Västerås HF 9–10
- GF Kroppskultur–Majornas IK 15–20
- Rynninge IK–Karlstads BIK 14–12
- HK Drott–IFK Kristianstad 16–16
- IFK Karlskrona–Motala AIF 15–4

## Kvartsfinaler
- Umeå IK–GIF Sundsvall 13–11
- Upsala IF–Västerås HF 10–8
- Majornas IK–Rynninge IK 16–11
- IFK Kristianstad–IFK Karlskrona 16–11

## Semifinaler
- Umeå IK–Upsala IF 7–8
- Majornas IK–IFK Kristianstad 17–16

## Final
- Upsala IF–Majornas IK 3–11